# New Kingstown
New Kingstown is een plaats (census-designated place) in de Amerikaanse staat Pennsylvania, en valt bestuurlijk gezien onder Cumberland County.

## Demografie
Bij de volkstelling in 2000 werd het aantal inwoners vastgesteld op 539.

## Geografie
Volgens het United States Census Bureau beslaat de plaats een oppervlakte van
4,1 km², geheel bestaande uit land.

## Plaatsen in de nabije omgeving
De onderstaande figuur toont nabijgelegen plaatsen in een straal van 12 km rond New Kingstown.